# Lưu Ly mỹ nhân sát
Lưu Ly mỹ nhân sát  hay Lưu Ly (tiếng Trung: 琉璃美人煞; bính âm: Liúlí měirén shā, tiếng Anh: Love And Redemption) là bộ phim tiên hiệp cổ trang chiếu mạng chuyển thể từ tiểu thuyết cùng tên của tác giả Thập Tứ Lang (十四郎) với sự tham gia của cặp đôi Thành Nghị - Viên Băng Nghiên. Bộ phim có nội dung xoay quanh Tư Phượng - Toàn Cơ và mối lương duyên 10 đời-10 kiếp đầy đau khổ của 2 người.
Phim được thuyết minh với tên gọi Mối tình truyền kiếp, phát sóng trên VTV3 lúc 11h20 từ thứ 2 đến thứ 6, bắt đầu từ ngày 31 tháng 8  và trên VTV Cần Thơ lúc 19h45.

## Nội dung
Lưu Ly Mỹ Nhân Sát xoay quanh thiếu nữ Chử Toàn Cơ trời sinh khiếm khuyết lục thức. Mối tình của nàng và đệ tử Ly Trạch cung là Vũ Tư Phượng bị đè nặng bởi những âm mưu từ kiếp trước, nhưng bọn họ vẫn kiên định nắm tay nhau, đối mặt với gió tanh mưa máu.
Chử Toàn Cơ (Viên Băng Nghiên) là con gái Chử Lỗi, chưởng môn Thiếu Dương phái, một trong ngũ đại phái tu tiên uy trấn giang hồ. Cùng với tỷ tỷ song sinh Chử Linh Lung, Lục sư huynh Chung Mẫn Ngôn, gặp được Vũ Tư Phượng (Thành Nghị),  đệ tử Ly Trạch Cung, Yêu tộc Kim Xích Điểu, là người thông minh bình tĩnh, tự chủ lý trí. Tư Phượng và Toàn Cơ trải qua tranh đấu mà trưởng thành, còn nếm trải tình yêu đến khắc cốt ghi tâm, chịu đựng vô số đau khổ, hiểu lầm, chặt đứt mọi đường lui để yêu một người. Nhưng Chử Toàn Cơ từ lúc sinh ra trên người đã có dị tướng, lục thức bị khiếm khuyết bẩm sinh, không hiểu ái tình chốn nhân gian. Nhưng rồi tình yêu khắc cốt ghi tâm của Vũ Tư Phượng đã tác động đến nàng, cho nàng nếm trải hết chua ngọt đắng cay của chữ tình. Toàn Cơ từ một đứa trẻ vô tâm vô phế, lười nhác bất quản, chuyện gì cũng không màng, dần biết yêu thương người khác, dần biết suy nghĩ, nhìn xa trông rộng, gánh vác trách nhiệm, trong lòng có người quan trọng, trải qua một cuộc tình đầy sóng gió với Vũ Tư Phượng.
Trải qua muôn vàn đau thương, Chử Toàn Cơ dần tìm được ký ức kiếp trước của mình và tìm được lời giải cho những sự kiện bí ẩn xảy ra trong cuộc đời nàng.

## Phân vai

### Nhân vật chính
| Diễn viên        | Nhân vật               | Giới thiệu |
| Thành Nghị       | Vũ Tư Phượng           | Đệ tử đứng đầu Li Trạch Cung, Yêu tộc Kim Xích Điểu. Thân phận thật sự là Hi Huyền điện hạ, con trai Thiên đế, mẫu thân là công chúa Yêu tộc. Là người thông minh, lí trí, tự chủ. Bản thân vốn là Kim Xích Thần Điểu, vì bảo vệ Chiến thần mà mất đi tiên cốt, phạt cùng nàng hạ phàm trải qua 10 kiếp nạn ở Nhân giới, dùng cả sinh mạng để độ hoá, bù đắp lỗi lầm của Thiên giới với nàng. Cả đời chỉ rơi nước mắt vì Toàn Cơ, hi sinh tất cả vì nàng. Cuối cùng, tình yêu của Tư Phượng cũng cảm hoá được Toàn Cơ, hai người cùng trải qua rất nhiều đau khổ, nếm trải mùi vị tình yêu khắc cốt ghi tâm, thứ tình cảm gọi là tự chặt hết đường lui để yêu một người. |
| Viên Băng Nghiên | Chử Toàn Cơ/Chiến thần | Con gái thứ 2 của chưởng môn Thiếu Dương phái Chử Lỗi. Bản thân vốn là ma đầu mạnh nhất - Ma Sát Tinh La Hầu Kế Đô của Tu La tộc, bị Bách Lân tách thành 2 phần, thần hồn bị phong ấn trong Lưu Ly Trản, thân xác thành Chiến Thần Thiên giới. Trời sinh không có trái tim, Bách Lân dùng một góc chén Lưu Ly làm trái tim cho nàng. Hắn lợi dụng nàng diệt toàn bộ tộc Tu La, sau khi biết được sự thật nàng căm hận báo thù Thiên giới, bị phạt lịch kiếp, xoá bỏ lục thức để nàng tự mình giác ngộ đạo lí làm người, giảm bớt lệ khí của Chiến thần. Kiếp thứ 10, Chử Toàn Cơ trời sinh khiếm khuyết lục thức, bản tính ngây thơ lười nhác, vận mệnh lại sắp xếp buộc nàng phải gánh trách nhiệm chính tà trên vai. Cùng Vũ Tư Phượng cũng trải qua rèn luyện mà trưởng thành, nếm trải mùi vị của tình yêu khắc cốt ghi tâm, dần tìm lại lục thức cùng những mảnh kí ức kiếp trước, biết được thân phận bản thân cùng mối lương duyên 10 kiếp đầy khổ ải. Cuối cùng trái tim lưu ly cũng sinh ra huyết nhục. |

### Nhân vật phụ
| Diễn viên       | Nhân vật                    | Giới thiệu |
| Lưu Học Nghĩa   | Hạo Thần/Bách Lân Đế quân   | Bách Lân đế quân, chấp chưởng Đông phương, hạ phàm dưới thân phận Hạo Thần - sư huynh của Toàn Cơ, mục đích để độ kiếp cho nàng. Thực chất, hắn lợi dụng việc là sư huynh của Toàn Cơ, gây ra rất nhiều hiểu lầm không thể hoá giải giữa nàng và Tư Phượng, còn nhiều lần đối đầu với Tư Phượng. Bách Lân và La Hầu Kế Đô là bạn thân, hắn lợi dụng lúc La Hầu say rượu phân tách nguyên thần của ông thành 2 phần. Sai khiến Chiến thần diệt cả tộc Tu La, khiến nàng căm hận mà báo thù Thiên giới. Về sau chứng kiến cảnh chúng sinh lầm than vì chấp niệm của bản thân, tự hủy Thần cách, cùng La Hầu Kế Đô tan biến. |
| Trương Dư Hi    | Chử Linh Lung               | Trưởng nữ của chưởng môn Thiếu Dương phái Chử Lỗi, là tỷ tỷ sinh đôi của Toàn Cơ. Bản tính chân thật, nhiệt tình, có chút nóng nảy, căm thù cái ác, hết lòng yêu thương chăm sóc Toàn Cơ. Chử Linh Lung và thanh mai trúc mã Chung Mẫn Ngôn vốn là một đôi hoan hỉ oan gia, chẳng ngờ nàng lại chọc phải một kẻ trời sinh tính tình độc ác: Ô Đồng. Ô Đồng đối với nàng yêu càng nhiều hận càng sâu, khống chế nàng gây ra nhiều tội lỗi. Cuối cùng lúc biết được chân tướng, nàng gần như suy sụp. May mà Mẫn Ngôn không rời bỏ nàng, sống chết có nhau, nàng dần lấy lại tinh thần, cùng Mẫn Ngôn một đời hạnh phúc. |
| Lý Tuấn Dật     | Chung Mẫn Ngôn              | Lục sư huynh của Toàn Cơ, thanh mai trúc mã với Chử Linh Lung. Tính cách trượng nghĩa, rất yêu thương Toàn Cơ và Linh Lung. Với Linh Lung vốn là một đôi oan gia hoan hỉ, nào ngờ gặp phải kẻ như Ô Đồng. Sau khi nhớ lại mọi chuyện, Linh Lung tự thấy không xứng muốn đẩy Mẫn Ngôn đi. Hắn kiên quyết ở cạnh, cùng nàng vượt qua ám ảnh trong quá khứ, tìm được hạnh phúc. |
| Hoàng Hựu Minh  | Ô Đồng                      | Ban đầu là đệ tử Điểm Tinh Cốc, vì sử dụng cấm thuật ở Trâm Hoa đại hội và đả thương Toàn Cơ nên bị trục xuất, trở thành tay sai của Thiên Khư Đường. Tính tình độc ác, đối với Linh Lung vừa gặp đã yêu, yêu càng nhiều hận càng sâu. Điều khiển Hoa Yêu chứa một nửa nguyên thần của Linh Lung trong cơ thể làm rất nhiều chuyện tội lỗi. Gây ra nỗi ám ảnh cả đời cho Linh Lung. |
| Chu Tuấn Vỹ     | Nhược Ngọc                  | Ban đầu là bạn thân của Tư Phượng, có một muội muội tên Nhược Tuyết. Nguyên Lãng dùng tính mạng Nhược Tuyết ép Nhược Ngọc làm việc cho hắn, vì em gái có thể làm bất cứ điều gì. Có tình cảm với Tiểu Ngân Hoa. Sau Tiểu Ngân Hoa chết, hắn lại cô độc đau đớn trong lòng.Cuối cùng vì bảo vệ Hồng Mông Dung Lô mà chết. |
| Dương Hật Tử    | Tiểu Ngân Hoa/Lục Yên Nhiên | Linh thú của Tư Phượng, tính cách tinh quái nhưng gan dạ dũng cảm. Hết mực trung thành và bảo vệ chủ nhân. Bị Nguyên Lãng lợi dụng mà vô tình hủy đi Tuyết Linh Chi. Sau này đỡ 1 chưởng của Tứ Thánh thú cho Tư Phượng mà chết. |
| Bạch Chú        | Đằng Xà                     | Linh thú của Toàn Cơ, vốn là Thần thú của Thiên giới, lại bị Toàn Cơ vô tình thu phục làm linh thú. Rất ham ăn, diện mạo văn nhã. Tính tình trượng nghĩa. |
| Chu Tử Kiêu     | Phó cung chủ/Nguyên Lãng    | Hữu sứ Ma Vực, Phó Cung chủ Ly Trạch cung, Đường chủ Thiên Khư Đường. Tâm cơ thâm sâu, dã tâm lớn. Mỗi lời nói đều ẩn chứa sự sâu cay, tàn nhẫn, lạnh lùng. |
| Diêu Dịch Thần  | Đình Nô                     | Giao nhân tốt bụng, rất giỏi y thuật, từng được nhóm Tư Phượng, Toàn Cơ, Mẫn Ngôn, Linh Lung cứu giúp. |
| Phó Phương Tuấn | Vô Chi Kỳ                   | Tả sứ Ma Vực, hắn và Nguyên Lãng ban đầu là bạn thân, sau này Nguyên Lãng phản bội khiến hắn bị giam dưới đây Phần Như Thành 1000 năm. Giao hảo với Tư Phượng và Toàn Cơ. Có đoạn tình cảm với Tử Hồ, cuối cùng được hạnh phúc bên cạnh Tiểu Hồ Ly của hắn. |
| Hầu Mộng Dao    | Tử Hồ                       | Một Tiểu Hồ ly xinh đẹp nhưng lương thiện, bắt người nhưng không dám làm hại đem lòng yêu Vô Chi Kì. Sau 1000 năm chờ đợi, đã được ở bên hắn. |
| Hàn Thừa Vũ     | Liễu Ý Hoan                 | Phàm nhân đầu tiên khai Thiên nhãn, Tư Phượng gọi hắn là Liễu đại ca. Có Thiên nhãn nhưng không bao giờ tiết lộ Thiên cơ. |
| Triệu Anh Tử    | Thanh Dung                  | Phù ngọc đảo Đông Phương phu nhân Mỹ nhân đẹp nhất trên thiên hạ. Thánh nữ còn sót lại của một yêu tộc bị chính phái diệt, căm hận chính phái. Đem lòng yêu Địa Lang nhưng bị hắn lợi dụng. |
| Hà Trung Hoa    | Chử Lỗi                     | Cha của Toàn Cơ và Linh Lung, chưởng môn Thiếu Dương phái. Nhiều lần doạ tự sát để ép Toàn Cơ |
| Lý Hân Trạch    | La Hầu Kế Đô Ma Sát Tinh    | Ma đầu mạnh nhất, thuộc Tu La tộc. Bách Lân và La Hầu Kế Đô vốn là bạn thân, nhưng bị hắn phản bội, chuốc say La Hầu rồi tách làm 2 phần, một nửa nặn thành Chiến thần Thiên giới, nửa còn lại thần hồn Ma Sát Tinh có kí ức của La Hầu Kế Đô phong ấn trong Lưu Ly Trản, lại rút xương hắn làm thành 2 món thần khí. Về sau, Toàn Cơ vì cứu Tư Phượng mà mở ra chén Lưu Ly, khiến thần hồn Ma Sát Tinh thoát ra nhập lại cùng Toàn Cơ thành La Hầu Kế Đô. Không quên được mối thù năm xưa, hắn tập hợp yêu ma giới để báo thù Thiên giới cùng Bách Lân. Sau này chứng kiến Tư Phượng vì bảo vệ kí ức của 2 người cùng Tam giới mà chết, hắn buông bỏ thù hận, dùng trái tim lưu ly cứu Tư Phượng. Cùng Bách Lân uống chén rượu cuối cùng rồi tan biến. |
| Hà Thịnh Minh   | Cung chủ Ly Trạch Cung      | Cha của Vũ Tư Phượng. Rất yêu Hạo Phượng - con gái của lão Cốc chủ Điểm Tinh Cốc, mẹ của Tư Phượng. Hết lòng yêu thương chăm sóc, bảo vệ cho Tư Phượng. |
| Phó Mộng Ni     | Ngọc Ninh                   | Đệ tử Phù Ngọc đảo |
| Mẫn Xuân Hiểu   | Sở Ảnh Hồng                 | Đệ tử phái Thiếu Dương, rất giỏi y thuật. Sư cô của Toàn Cơ |